# مطبخ أيرلندي

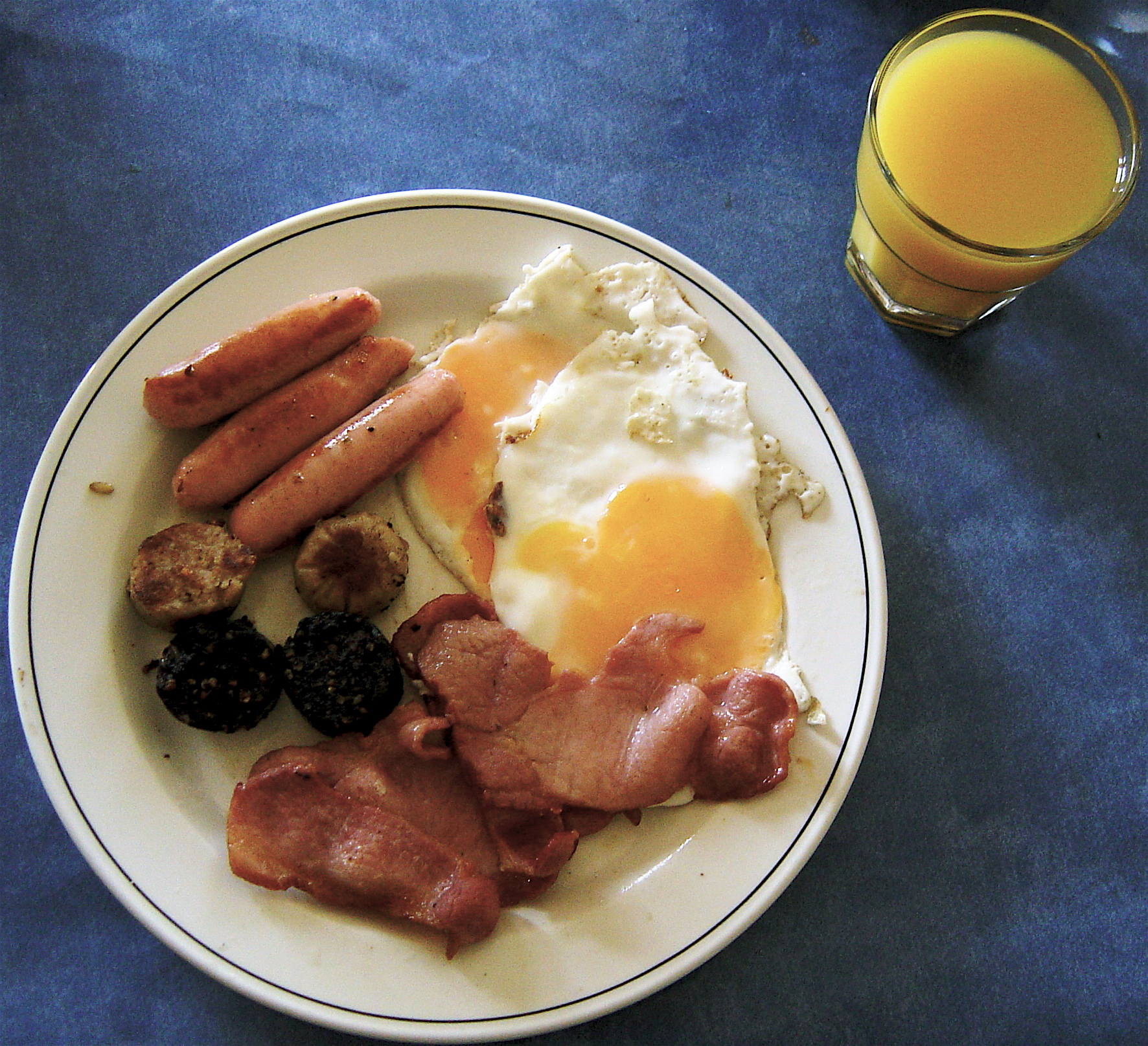
وجبة الإفطار الأيرلندية: البيض والنقانق ولحم الخنزير المقدد والبودن (نوع من السجق) الأسود والأبيض وعصير البرتقال.

نشأ المطبخ الأيرلندي في أيرلندا منذ عدة قرون وطوره الشعب الأيرلندي.
أثرت التغيرات السياسية والاجتماعية في أسلوب الطبخ الأيرلندي وأيضاً أحدثت معرفة محصول البطاطس في القرن السادس عشر تأثيراً كبيراً على المطبخ الأيرلندي: فبالإضافة إلى اعتماد الأيرلنديين على المحاصيل والحيوانات في المناطق المعتدلة المناخ اعتمدوا أيضاً على البطاطس.
ويُمكن تقسيم المطبخ الأيرلندي إلى قسمين:
- المطبخ التقليدي الذي يتسم بالبساطة.
- المطبخ الحديث الموجود في المطاعم والفنادق.

## المطبخ التقليدي

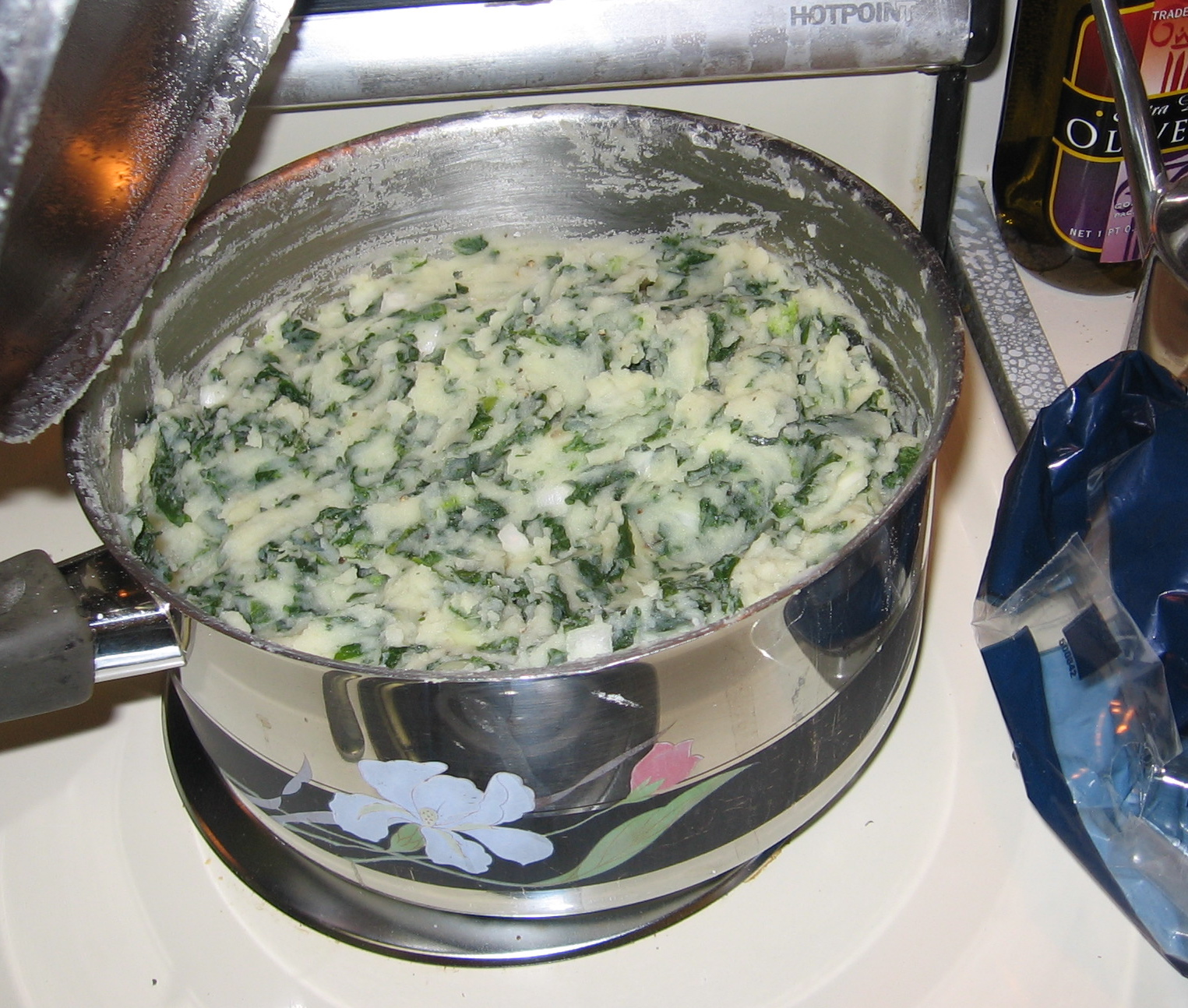
وجبة البطاطس مع اللفت الأيرلندي.

تعتمد الكثير من الأطباق علي البطاطس مثل الكولكانون (Colcannon) المكون من البطاطس والثوم والملفوف.
و أيضاً الشامب (Champ) وهو طبق تقليدي في أيرلندا يتكون من البطاطس المهروسة والبيض والبصل.
ومن الأطباق البسيطة الموجودة في المطبخ الأيرلندي: الحساء الأيرلندي (Irish stew) والسجق والجرش (Bangers and mash) والبوكستي (Boxty) ولحم الخنزير المقدد مع الملفوف (Bacon and cabbage) وطبق آخر خاص بدبلن وهو الكودل (Coddle).
وأيرلندا مشهورة بإفطارها الذي يتكون من الشاي أو القهوة وعصير البرتقال والبيض والبطاطس والسجق وعش الغراب واللحم المقدد وغيره...

## المطبخ الحديث
ظهر في القرن العشرين ويضم الأطباق السريعة التي ترجع إلي أمريكا والأطباق الأوروبية التقليدية والكثير من الأطباق من بلاد مختلفة.
ومن أشهر الأجبان الموجودة في أيرلندا:
- Ardrahan cheese
- Cashel Blue
- Coolea
- Cooleeney
- Corleggy
- Crozier Blue
- Dubliner cheese
- Durrus cheese
- Gubbeen cheese
- Milleens